# Dia de la Visibilitat Bisexual

Bandera de l'Orgull Bisexual

El dia de la Visibilitat Bisexual és celebrat el 23 de setembre per membres de la comunitat LGBTI+, especialment bisexuals.
És una jornada de reivindicació contra la bifòbia i els estereotips que se'n deriven.
La celebració d'aquest dia en particular, en oposició a la resta de jornades en suport de la diversitat sexual, respon al sentiment de marginació que alguns membres d'aquest grup senten tant per part d'heterosexuals com per part de les grans comunitats LGBTI+.

## Història
Un precursor de la primera observança oficial va ser la fundació, el 1990, de l'organització nacional bisexual més antiga dels Estats Units, BiNet USA. Inicialment es va anomenar North American Multicultural Bisexual Network (NAMBN) i va celebrar la seva primera reunió a la primera Conferència Nacional Bisexual als Estats Units
Aquesta primera conferència es va celebrar a San Francisco el 1990 i va ser patrocinada per BiPOL. Hi van assistir més de 450 persones de 20 estats i 5 països, i l'alcalde de San Francisco va emetre una proclamació "elogiant la comunitat pels drets bisexuals pel seu lideratge en la causa de la justícia social" i declarant el 23 de juny de 1990 com a Dia de l'Orgull Bisexual
L'origen d'aquesta jornada coincideix amb l'aniversari de l'activista bisexual Gigi Raven Wilbur. Es va celebrar oficialment per primera vegada el 1999 a la Conferència de l'Associació Internacional de Lesbianes i Gais (ILGA) a Johannesburg, Sud-àfrica.
Actualment, tot i que és una celebració poc coneguda, està relativament estesa als Països Catalans, especialment entre corrents i partits d'esquerres.

## Setmana de la Conscienciació Bisexual+
El 2014, BiNet USA va declarar els dies al voltant del Dia per Celebrar la Bisexualitat com la Setmana de la Conscienciació Bisexual, també anomenada Setmana de la Conscienciació Bisexual+ Aquesta setmana comença el 16 de setembre i culmina el Dia per Celebrar la Bisexualitat.
Moltes persones i organitzacions, inclosa GLAAD, es refereixen actualment a aquesta festivitat com a Dia de la Bisexualitat+, amb la inclusió del signe "+" amb la intenció d'incloure la comunitat bi+ més àmplia de persones que prefereixen utilitzar termes per descriure la seva orientació sexual com ara pansexual, polisexual, omnisexual, fluid o queer.